# مقاطعة تشيتندن (فيرمونت)
مقاطعة تشيتندن هي مقاطعة في فيرمونت، بلغ عدد سكانها 156٬545  نسمة، في 2010، عاصمتها برلينغتون، تبلغ مساحتها 1٬605 كيلومتر مربع.

## الموقع
تشترك في الحدود مع:
- مقاطعة غراند آيل (فيرمونت)[6]
- مقاطعة أديسون (فيرمونت)[6]
- مقاطعة إيسيكس، نيويورك[6]
- مقاطعة واشنطن (فيرمونت)[6]
- مقاطعة فرانكلين (فيرمونت)[6]
- مقاطعة لامويل (فيرمونت)[6]
- مقاطعة كلينتون، نيويورك.

## التقسيمات الإدارية
- بولتون[7]
- Buels Gore, Vermont [الإنجليزية]‏[7]
- برلينغتون[7]
- شارلوت[7]
- كولشستر[7]
- إسيكس[7]
- هينسبورغ[7]
- هنتنغتون[7]
- جيريتشو[7]
- ميلتون[7]
- ريتشموند[7]
- شلبورن[7]
- ساوث برلنغتون[7]
- سانت جورج[7]
- أندرهيل[7]
- ويستفورد[7]
- ويليستون[7]
- وينوسكي.